# حسن المطروشي
حسن المطروشي (1963م، سور العبري)، شاعر ومترجم وإعلامي عُماني، ولد في سلطنة عُمان. أصدر عدة أعمال شعرية ودواوين، مثل النسل المطرود، وقد حصل على العديد من الجوائز من أهمها جائزة توليولا الإيطالية للشعر العالمي.

## السيرة الذاتية
ولد الشاعر والمترجم والإعلامي حسن المطروشي في سلطنة عُمان، حيث أصدر عدة أعمال شعرية وقصائد ودواوين مثل قصيدته «النسل المطرود» وشعره «وحيدا»، ومجموعته الشعرية «لدى ما أنسى». كما أن العديد من أعماله تمت ترجمتها إلى لغات مختلفة مثل الفرنسية والإسبانية. شارك الشاعر حسن المطروشي بفعاليات إلقاء الشعر داخل سلطنة عُمان وخارجها بهدف نشر الثقافة. في عام 2019، حاز الشاعر حسن المطروشي على جائزة توليولا الإيطالية للشعر العالمي في دورتها الخامسة والعشرين عن قصيدته «النسل المطرود».

## أعمال الشاعر

### الأعمال الشعرية والقصائد[2]
- وحيدا.. كقبر أبي، مجموعة شعرية، مطابع النهضة، مسقط
- على السفح إيّاه، مجموعة شعرية، مؤسسة الانتشار العربي، بيروت
- لَدَيَّ ما أنسى، مجموعة شعرية، مؤسسة الانتشار العربي، بيروت
- مكتفيا بالليل، مجموعة شعرية، مؤسسة بيت الغشام، مسقط
- السرير، قصيدة[6]
- سقوف الليل، قصيدة
- تَقَمُّصاتُ رَجُلٍ وَحيد، قصيدة[7]
- لمْ أقُلْ إلا القليل، قصيدة
- أسفار، قصيدة
- قَلْبٌ على مائَيْنِ، قصيدة
- الغائب، قصيدة
- بيت، قصيدة
- حضورٌ ناقص، قصيدة

### الترجمات
- اقتصاد المعرفة: البديل الابتكاري لتنمية اقتصادية مستدامة.. «سلطنة عُمان نموذجا» للدكتور إبراهيم الرحبي.
- مذكرات رجل عماني في زنجبار للسيد سعود بن أحمد البوسعيدي.

### الدراسات التي صدرت عن تجربته
- أطروحة ماجيستير حول الصورة الفنية في شعره، صدرت في كتاب بعنوان «ظلال النورس: الصورة الفنية في شعر حسن المطروشي» للباحث راشد السمري إصدارات النادي الثقافي

## التكريمات والجوائز
- وسام الثناء السلطاني، سلطنة عمان، الشخصية الشعرية المكرمة لمهرجان الشعر العماني العاشر عام 2017.
- جائزة توليولا الإيطالية للشعر العالمي عام 2019.[3]
- جائزة المركز الأول في برنامج المعلقة (فئة الشعر الفصيح) من وزارة الثقافة السعودية في عام 2025م.[8]